# Andrzej Tomporowski
Andrzej Dariusz Tomporowski – polski inżynier, profesor nauk inżynieryjno-technicznych.

## Życiorys
W 2002 r. obronił pracę doktorską pt. Badanie nierównomierności działania wielokrawędziowych rozdrabniaczy materiałów, której promotorem był prof. Marek Opielak, w 2013 r. habilitował się na podstawie pracy zatytułowanej Studium efektywności napędu i rozwiązań innowacyjnych konstrukcji wielotarczowych rozdrabniaczy ziaren biomasy. W 2020 r. uzyskał tytuł profesora nauk inżynieryjno-technicznych. 
Została pracownikiem naukowym w Politechnice Bydgoskiej im. Jana i Jędrzeja Śniadeckich, oraz należy do Rady Dyscyplin Naukowej - Inżynierii Mechanicznej PBŚ.
Jest wiceprezesem Bydgoskiego Towarzystwa Naukowego i członkiem Komitetu Budowy Maszyn PAN.